# Volker Drkosch
Volker Drkosch (* 14. Oktober 1969 in Lauf an der Pegnitz) ist ein deutscher Koch.

## Werdegang
Nach der Ausbildung 1988 im Königshof in München wechselte Drkosch 1990 zum Hotel Colombi in Freiburg im Breisgau und 1994 ins Restaurant Dieter Müller im Schloss Lerbach in Bergisch Gladbach. 1995 ging er zu Hans Haas ins Tantris in München und 1996 zum Tigerpalast in Frankfurt. 
1998 wurde er Küchenchef im Restaurant Portalis in Berlin, das 2000 mit einem  Michelin-Stern ausgezeichnet wurde. Von 2001 bis 2004 war er Küchenchef und Gastronomischer Leiter im Hotel Main Plaza in Frankfurt, dessen Restaurant 2002 erneut ein Michelinstern verliehen wurde. Danach wechselte er 2005 zum Kochatelier in Hofgut Wickstadt in Niddatal und 2007 zum Navette im Columbia Hotel Rüsselsheim. Von 2009 bis Juni 2014 war er Küchenchef im Victorian in Düsseldorf, das mit einem Michelinstern und 18 Punkten im Gault-Millau ausgezeichnet wurde.
Im Mai 2016 eröffnete er in Düsseldorf sein Restaurant Bread & Roses, das seit 2017 mit einem Michelinstern ausgezeichnet wird. Aufgrund eines Markenrechtstreits wurde das Restaurant 2017 in Dr. Kosch umbenannt. Im Dezember 2023 schließt es sein Restaurant, um auf Weltreise zu gehen.

## Auszeichnungen
- 2000: 2002 und 2009 und ab 2017 ein Michelinstern
- 2000: Entdeckung des Jahres, Gault Millau
- 2004: Kreativster Koch Deutschlands, Bunte
- 2004: Bestes Restaurant, Bertelsmann Führer
- 2014: 18 Punkte im Gault Millau[6]